# 黒崎雅
黒崎 雅（くろさき みやび、2月26日-）は、日本の女優、声優。演劇ユニット「Ｎuts Grooove！」所属。

## 経歴・人物
東京都出身。特技はバスケットボール、ゴルフ、剣道（三段）。趣味は読書 と絵を描くこと。女優業のかたわら、ボートレース平和島、ボートレース桐生、ボートレース多摩川などでレポーターやMCをつとめた。

## 出演作品

### 舞台
- 赤い月（梗の会、本多劇場）
- ケントの伝言（劇団One＆only、下北沢 「劇 」小劇場）
- 不安な童話～メイちゃんとドラゴンとまことの扉～（劇団One＆only、下北沢 「劇 」小劇場）
- Ｙ（下北沢Ｂ１）

### 吹き替え
（太字は、主役・メインキャラクター）
- イン・ジャングル 地獄からの脱出（ジェーン）
- インプット -記憶-（エイミー）
- ハムレット（マーセラ）
- 炎のメモリアル
- スネークフライト(マリア)

### 映画
- 神田川のふたり（2022年） - 公園でピラティスをしている人 役[2]